# Strandvarkensgras
Strandvarkensgras (Polygonum maritimum) is een eenjarige of soms tweejarige plant uit de duizendknoopfamilie (Polygonaceae). Sommige taxonomen beschouwen Polygonum maritimum sensu L. als een synoniem van Polygonum oxyspermum subsp. raii (zandvarkensgras). 
Strandvarkensgras staat op de Nederlandse Rode lijst van planten als verdwenen. De plant komt van nature voor langs de kusten van Europa, Azië, Zuid-Afrika en het Middellandse Zeegebied. Langs de Atlantische kust reikt het areaal naar het noorden tot Noord-Frankrijk en Zuidwest-Engeland. Het aantal chromosomen is 2n = 40.
Strandvarkensgras lijkt veel op zandvarkensgras, maar bij strandvarkensgras is het tuitje duidelijk groen en bij zandvarkensgras niet opvallend groen geaderd.
De plant wordt 10-50 cm hoog met veel vertakte, 10-30 cm lange stengels. Deze stengels hebben vaak een verhoute voet. Het sterk blauwgroene, leerachtige, 10-15 mm lange blad is vrij smal langwerpig met een naar achteren omgerolde rand en 3,5-5 keer zo lang als breed. Het 7-12 mm lange tuitje is groen geaderd met acht tot twaalf aderen.
De plant bloeit van juli tot in oktober met groenachtige, 3-4 mm grote bloemen, die met één tot drie bloemen in okselstandige kluwens zitten. De vijf, groenachtige bloemdekbladen hebben een 0,6-0,8 mm brede witte rand. De meeldraden zijn geel.
De vrucht is een glanzend donkerbruine, 3-5 mm lange en 2-3 mm brede dopvrucht, dat 1,5-2 mm buiten het overblijvende bloemdek uitsteekt.
Strandvarkensgras komt voor op vloedmerken van bruinwieren.

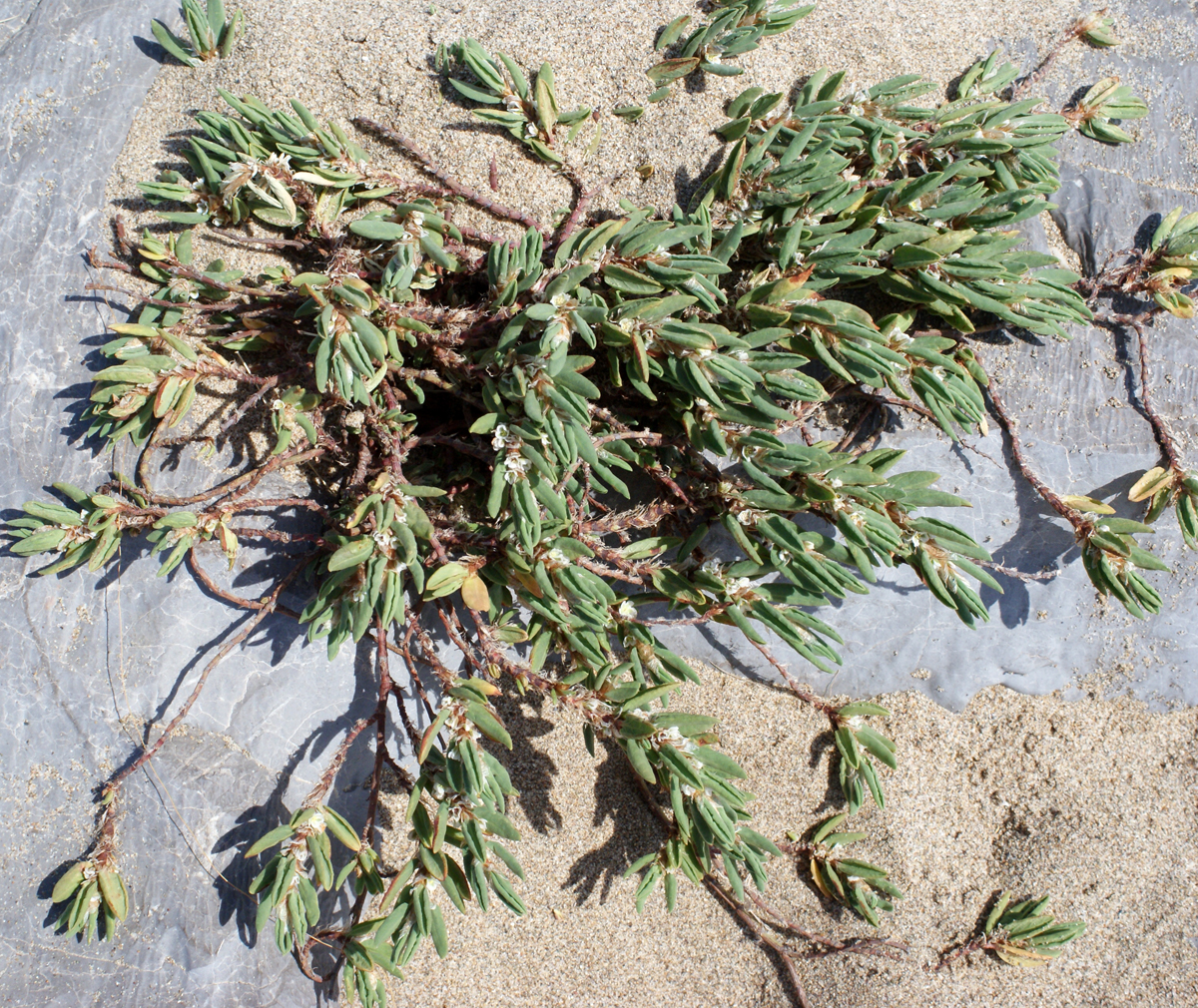
plant
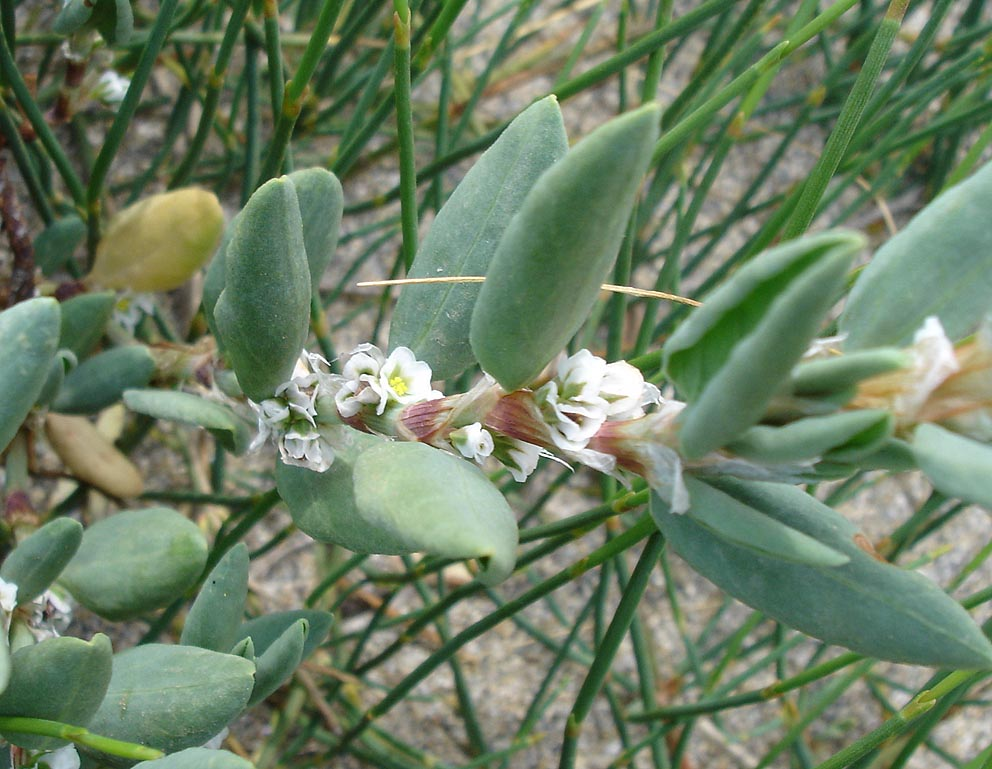
Blad
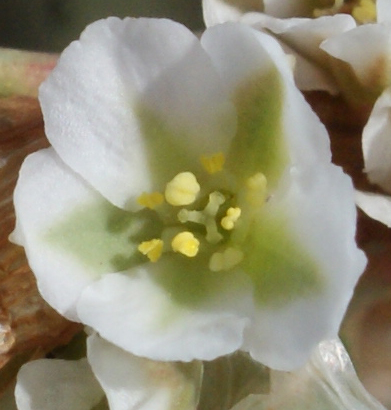
Bloem
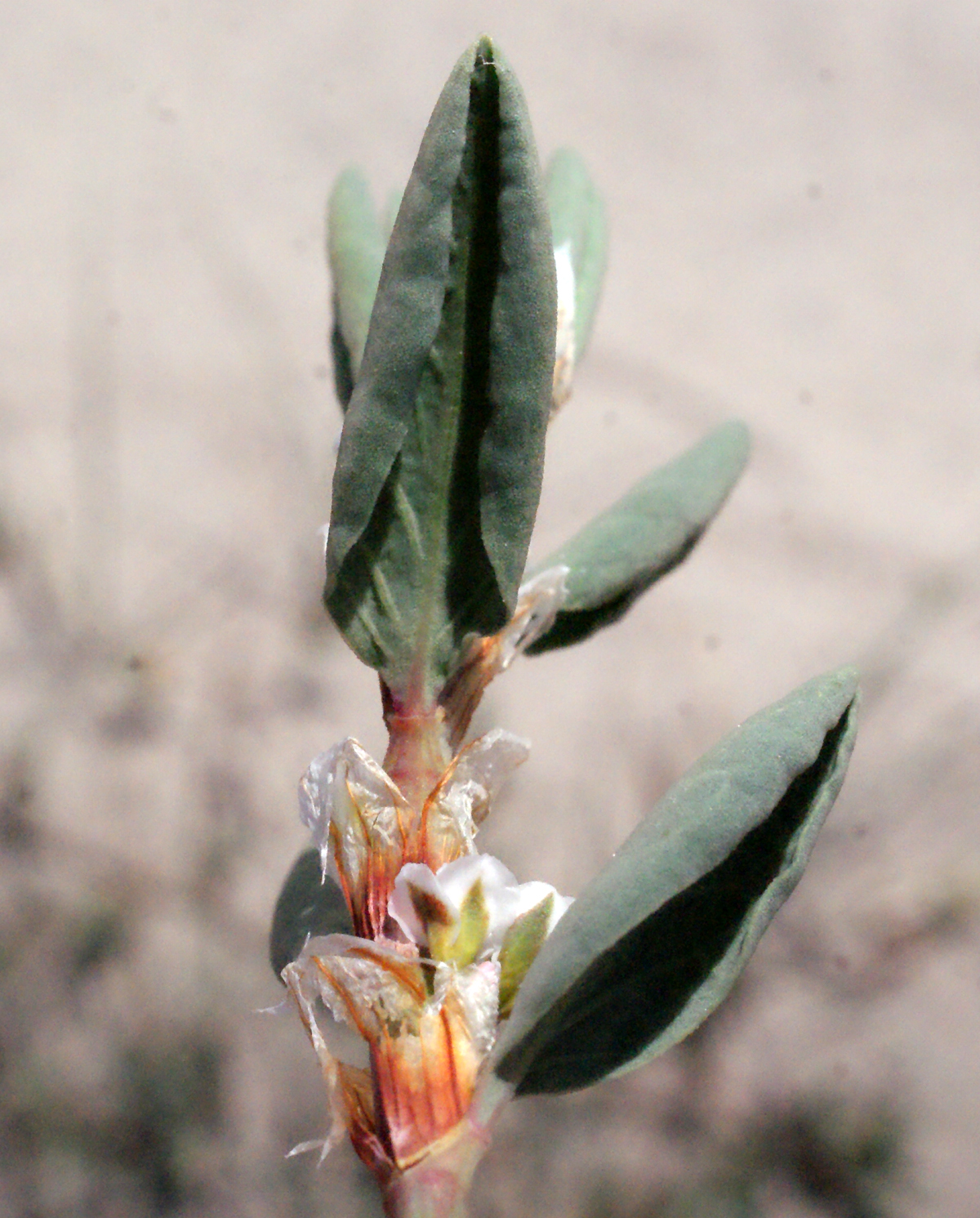
Tuitje

## Ecologie en verspreiding
Strandvarkensgras geeft de voorkeur aan zandige, kiezelige en schelphoudende bodems. De sterk blauwgroene plant groeit op beschutte stranden en strandvlakten, bij voorkeur op vloedmerken van bruinwieren die met zand bedekt en uiteraard boven de hoogwaterlijn zijn gelegen. Dit varkensgras is eenmalig opgedoken in 1962 op een vloedmerk aan de noordkust van Noord-Beveland. Men neemt aan dat het transport naar het noorden via het zeewater heeft plaats gevonden, transport via vogels wordt onwaarschijnlijk geacht. De plant, waarvan het gesloten areaal vele tientallen kilometers zuidelijker ligt, heeft de strenge winter van 1962/1963 niet overleefd. De soort schuift sinds de jaren zestig iets op naar het noorden en is nu ook bekend van Ierland. Ze bevat stoffen die een antioxidanten werking hebben en ook die ook antibacteriële potenties hebben.

## Namen in andere talen
- Engels: sea knotgrass
- Frans: renouée maritime